# Pi (chữ cái)
Pi (chữ hoa Π, chữ thường π) là chữ cái thứ 16 của bảng chữ cái Hy Lạp, đại diện cho chữ [p]. Trong hệ thống số Hy Lạp, Pi có giá trị bằng 80. Chữ cái bắt nguồn từ Pi là Cyrillic Pe (П, п).
Trong tiếng Hy Lạp hiện đại, tên của chữ cái là /ˈpi/; trong tiếng Anh hiện đại là phát âm /ˈpaɪ/ trong những trường hợp muốn nói đến Pi (hằng số).
Giá trị của pi thường được sử dụng (do pi là số vô tỉ nên chỉ có giá trị gần đúng): 3.14159265359
Chữ hoa Π còn được dùng cho ký hiệu của tích, tương đương với chữ sigma Σ ký hiệu cho tổng.
Số Pi là tên của chữ thứ 16 của mẫu tự Hy Lạp. Nó được định nghĩa như một hằng số, là tỷ số giữa chu vi vòng tròn và đường kính của nó.
Tên pi do chữ peripheria (perijeria) có nghĩa là chu vi của vòng tròn.
Nhưng nó không có tên chính xác, thường người ta gọi là p, c, hay p
Chữ p được dùng vào khoảng giữa thế kỷ thứ 18, sau khi Euler xuất bản cuốn chuyên luận phân tích năm 1748. Ý định dùng ký hiệu p là để tưởng nhớ đến những nhà Toán học Hy Lạp là những người tìm ra đầu tiên con số gần đúng của pi.